# VW Touareg II
Der VW Touareg (Typ 7P) ist die zweite Generation des Sport Utility Vehicles (SUV) Touareg von Volkswagen und wurde am 10. Februar 2010 erstmals der Öffentlichkeit vorgestellt. Markteinführung war im April 2010. Er teilt sich die Plattform mit der zweiten Generation des Porsche Cayenne, die im Mai 2010 auf den deutschen Markt kam.

## Karosserie
Der Touareg ist gegenüber seinem Vorgänger sowohl in der Länge als auch im Radstand um rund vier Zentimeter gewachsen. Zudem wurde die Karosserie aerodynamisch optimiert, weshalb die Höhe um etwa zwei Zentimeter reduziert wurde. Das Fahrzeug ist rund 200 kg leichter als sein Vorgänger. Konstruktiver Leichtbau, der Einsatz hochfester Stähle mit geringeren Querschnitten, die Verwendung leichter Materialien und Wegfall des schweren Verteilergetriebes mit Reduktion und Sperre in Basisversion ermöglichten dies. Die Karosseriesteifigkeit stieg um fünf Prozent an. Das Fahrzeug besitzt je nach Motorisierung eine Steigfähigkeit von 31 bis 45°.

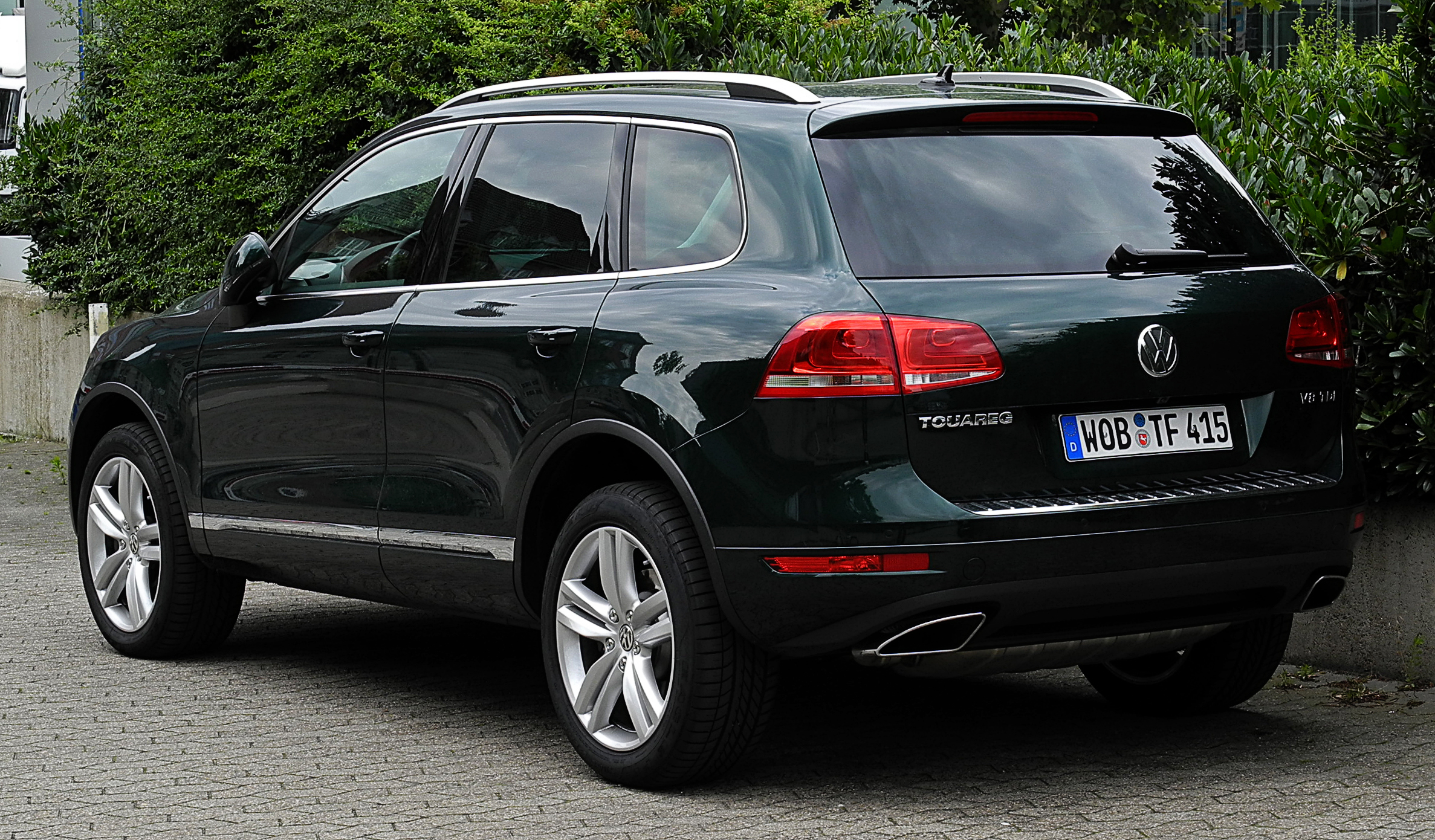
Heckansicht

### Modellpflege
Im Oktober 2014 kam der Touareg in überarbeiteter Form auf den Markt. Seine Front wurde dem aktuellen Familiendesign angepasst und nimmt somit Bezug auf den kurz darauf erschienenen VW Passat B8. Des Weiteren gibt es seit dem Facelift serienmäßig Xenon-Scheinwerfer. Im Innenraum fanden dezente Veränderungen statt. Im Zuge des Facelifts wurden die Modelle mit V6-TDI-Motoren an die Schadstoffnorm Euro 6 angepasst, das Stopp-Start-System modifiziert und das 8-Gang-Automatikgetriebe mit einer Segelfunktion (Freilauf) versehen.

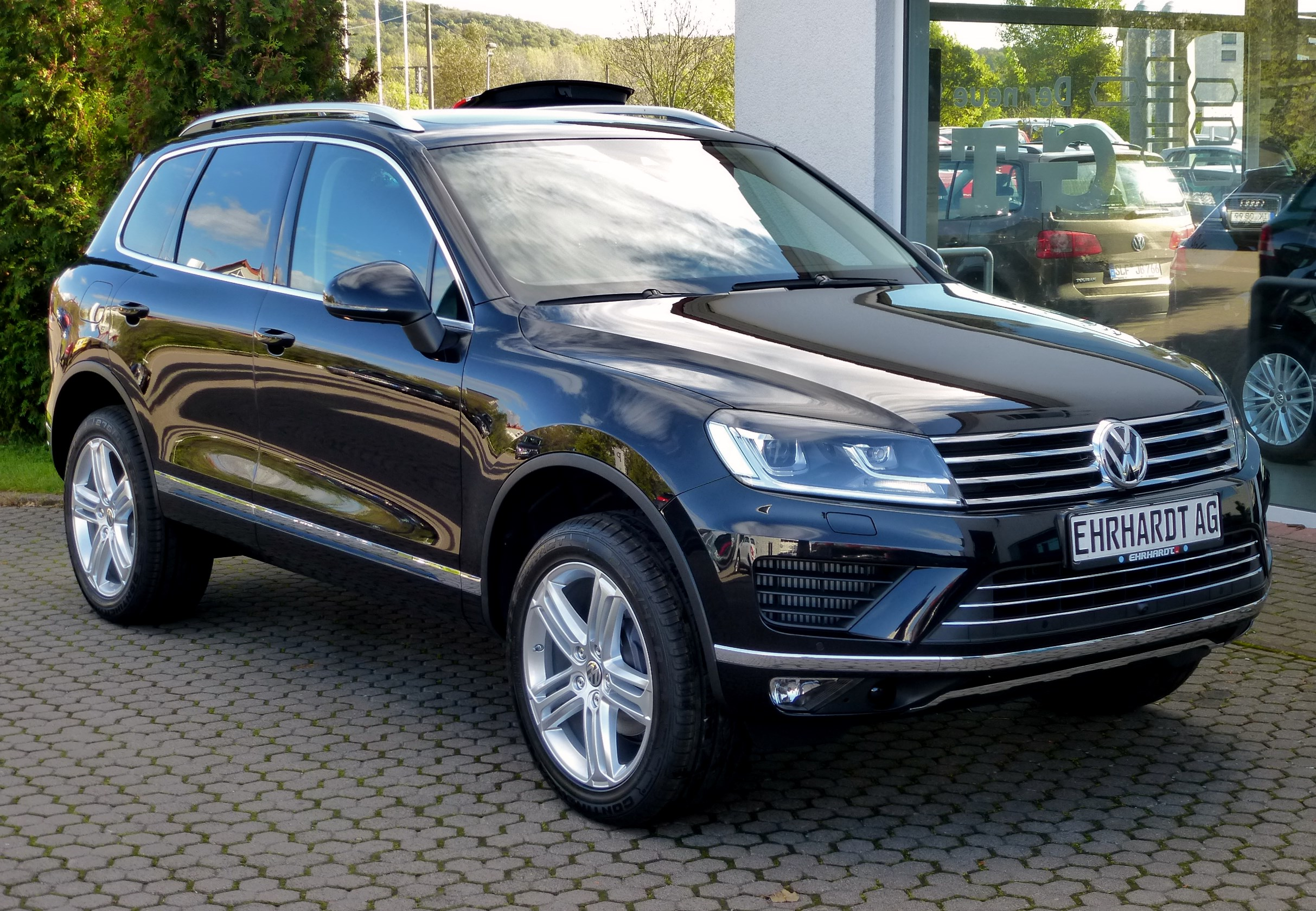
VW Touareg (2014–2018)
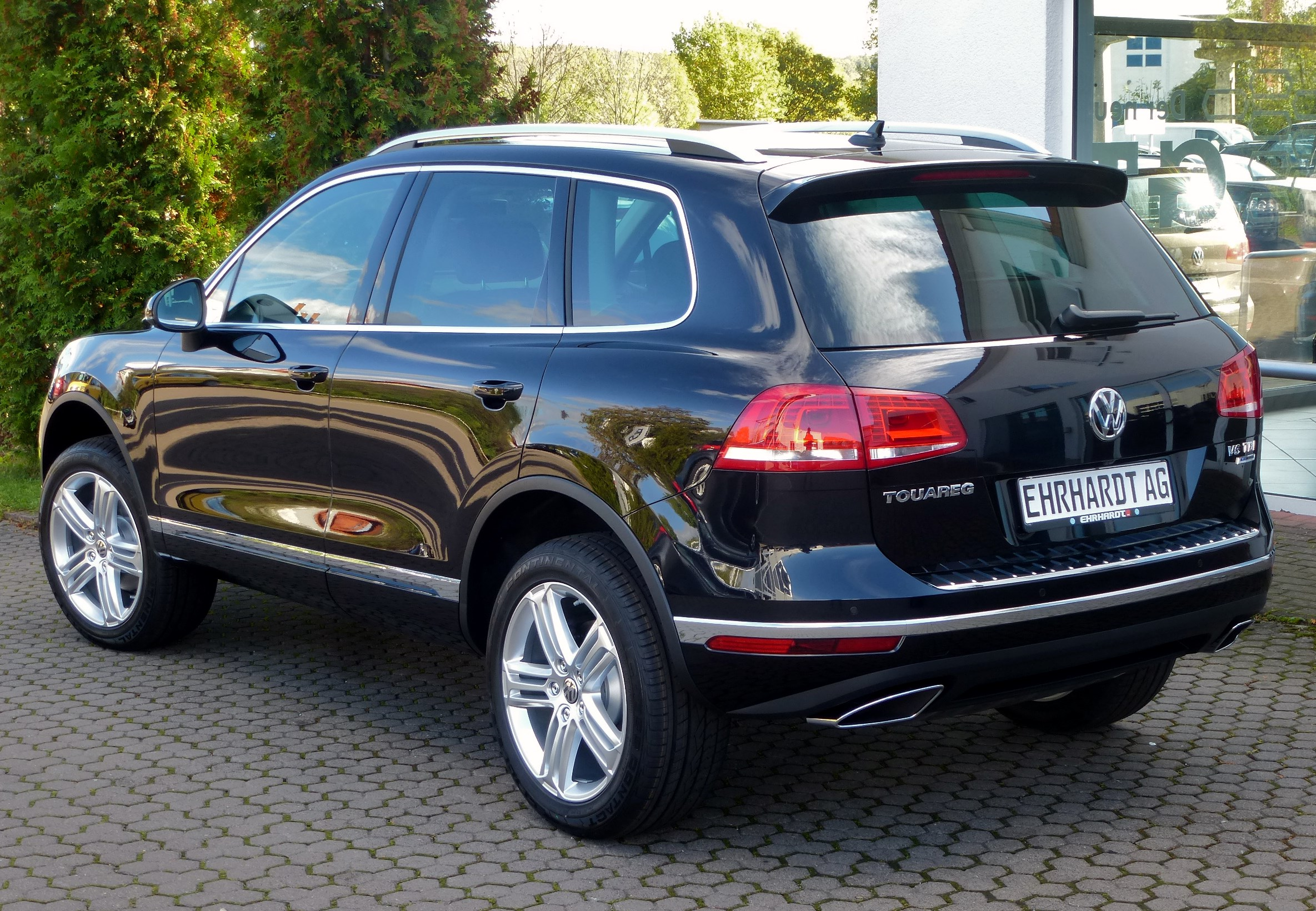
Heckansicht

## Motoren
Die Motorenpalette des Touareg wurde gegenüber dem Vorgänger überarbeitet. Einzig die beiden V6-Motoren wurden vom Vorgänger übernommen, sind durch das reduzierte Gewicht und das integrierte Thermomanagement aber deutlich sparsamer als in der Vorgängerversion. Neu sind dafür ein 4,2-Liter-V8-TDI aus dem Hause Audi und ein auf einem 3-Liter-TSI basierender Hybrid.
Eine Hybridversion ist beim Touareg C2 erhältlich. Sie besteht aus einem V6-TSI-Kompressor-Ottomotor mit 245 kW (333 PS) und einem 34 kW (46 PS) / 300 Nm starken Elektromotor. Die 1,7 kWh Nickel-Metall-Hydrid-Batterie befindet sich unter dem Gepäckraum und wiegt rund 80 kg. Als Hybridvariante hat man einen Voll-Hybrid-Antrieb in Parallelbauweise gewählt, bei diesem Antriebskonzept liegen der Verbrennungsmotor, die E-Maschine und das Getriebe auf einer Welle. Der in diesem Antriebskonzept als Generator arbeitende E-Motor gewinnt beim Bremsen durch die sogenannte Rekuperation kinetische Energie zurück, die in der Batterie zwischengespeichert wird. Die Einzelleistungen der E-Maschine und des Verbrennungsmotors addieren sich zu einer Gesamtsystemleistung von 279 kW (380 PS). Bei Geschwindigkeiten bis zu 50 km/h ist es möglich, rein elektrisch zu fahren. In diesem Fall ist der ausgeschaltete V6 TSI über eine Trennkupplung von der Acht-Gang-Automatik abgekoppelt, um Schleppmomentverluste zu vermeiden. Laut VW liegt der Verbrauch bei rund 8,2 l/100 km. Er hat eine Anhängelast von bis zu 3500 kg. 
Alle Motorversionen sind mit einem permanenten Allradantrieb gekoppelt.
| | 3.6 V6 FSI (Russland)                | 3.6 V6 FSI BlueMotion Technology      | 4.2 V8 FSI (Brasilien, China) | 3.0 V6 TSI Hybrid                                   | 3.0 V6 TDI BlueMotion Technology DPF  | 3.0 V6 TDI BlueMotion Technology DPF  | 3.0 V6 TDI BlueMotion Technology DPF  | 3.0 V6 TDI BMT SCR                    | 3.0 V6 TDI BMT SCR                    | 3.0 V6 TDI BMT SCR                                              | 4.2 V8 TDI DPF                       |
| --- | ------------------------------------ | ------------------------------------- | ----------------------------- | --------------------------------------------------- | ------------------------------------- | ------------------------------------- | ------------------------------------- | ------------------------------------- | ------------------------------------- | --------------------------------------------------------------- | ------------------------------------ |
| Bauzeitraum | 2010–03/2018                         | 05/2010–03/2018 (Europa: bis 04/2013) | 2010–03/2018                  | 02/2010–05/2015                                     | 09/2010–10/2014                       | 02/2010–04/2011                       | 04/2011–10/2014                       | 10/2014–03/2018                       | 10/2014–03/2018                       | 10/2014–03/2018                                                 | 02/2010–05/2015                      |
| Motorkennbuchstabe                                                                                                 | CMTA                                 | CGRA                                  | CGNA                          | CGFA, CGEA                                          | CASD, CJMA, CRCD                      | CASA, CNRB                            | CJGD, CRCA                            | CVWA                                  | CVVA                                  | CVVA                                                            | CKDA                                 |
| Motortyp | Sechszylinder-Ottomotor in VR-Bauart | Sechszylinder-Ottomotor in VR-Bauart  | Achtzylinder-Ottomotor        | Sechszylinder-Ottomotor in V-Bauart, + Elektromotor | Sechszylinder-Dieselmotor in V-Bauart | Sechszylinder-Dieselmotor in V-Bauart | Sechszylinder-Dieselmotor in V-Bauart | Sechszylinder-Dieselmotor in V-Bauart | Sechszylinder-Dieselmotor in V-Bauart | Sechszylinder-Dieselmotor in V-Bauart                           | Achtzylinder-Dieselmotor in V-Bauart |
| Gemischaufbereitung                                                                                                | Direkteinspritzung                   | Direkteinspritzung                    | Direkteinspritzung            | Direkteinspritzung                                  | Common-Rail-Einspritzung              | Common-Rail-Einspritzung              | Common-Rail-Einspritzung              | Common-Rail-Einspritzung              | Common-Rail-Einspritzung              | Common-Rail-Einspritzung                                        | Common-Rail-Einspritzung             |
| Motoraufladung | —                                    | —                                     | —                             | Kompressor                                          | Turbolader                            | Turbolader                            | Turbolader                            | Turbolader                            | Turbolader                            | Turbolader                                                      | Turbolader                           |
| Hubraum | 3597 cm³                             | 3597 cm³                              | 4163 cm³                      | 2995 cm³                                            | 2967 cm³                              | 2967 cm³                              | 2967 cm³                              | 2967 cm³                              | 2967 cm³                              | 2967 cm³                                                        | 4134 cm³                             |
| max. Leistung bei min−1                                                                                            | 183 kW (249 PS)/5500                 | 206 kW (280 PS)/6200                  | 265 kW (360 PS)/6800          | 245 kW (333 PS)/5500–6500 [279 kW (380 PS)] (1)     | 150 kW (204 PS)/3750–4750             | 176 kW (240 PS)/4000–4400             | 180 kW (245 PS)/3800–4400             | 150 kW (204 PS)/3200–4400             | 193 kW (262 PS)/3800–4400             | 193 kW (262 PS)/3800–4400                                       | 250 kW (340 PS)/4000                 |
| max. Drehmoment bei min−1                                                                                          | 360 Nm/3500                          | 360 Nm/3200                           | 445 Nm/3500                   | 440 Nm/3000–5250 [580 Nm] (1)                       | 450 Nm/1400–3500                      | 550 Nm/2000–2250                      | 550 Nm/1750–2750                      | 450 Nm/1250–3200                      | 580 Nm/1750–2500                      | 580 Nm/1750–2500                                                | 800 Nm/1750–2750                     |
| Antriebsart, serienmäßig                                                                                           | Vorderradantrieb                     | Allradantrieb (4Motion)               | Allradantrieb (4Motion)       | Allradantrieb (4Motion)                             | Allradantrieb (4Motion)               | Allradantrieb (4Motion)               | Allradantrieb (4Motion)               | Allradantrieb (4Motion)               | Allradantrieb (4Motion)               | Allradantrieb 4XMotion mit Untersetzung und Differenzialsperren | Allradantrieb (4Motion)              |
| Getriebeart, serienmäßig                                                                                           | 8-Gang-Automatikgetriebe             | 8-Gang-Automatikgetriebe              | 8-Gang-Automatikgetriebe      | 8-Gang-Automatikgetriebe                            | 8-Gang-Automatikgetriebe              | 8-Gang-Automatikgetriebe              | 8-Gang-Automatikgetriebe              | 8-Gang-Automatikgetriebe              | 8-Gang-Automatikgetriebe              | 8-Gang-Automatikgetriebe                                        | 8-Gang-Automatikgetriebe             |
| Leergewicht | 2097 kg                              | 2103 kg                               | 2150 kg                       | 2315 kg                                             | 2179 kg                               | 2174 kg                               | 2153 kg                               | 2185 kg                               | 2185 kg                               | 2251 kg                                                         | 2297 kg                              |
| maximale Zuladung                                                                                                  | 703 kg                               | 697 kg                                | 700 kg                        | 595 kg                                              | 681 kg                                | 686 kg                                | 762 kg                                | 770 kg                                | 770 kg                                | 724 kg                                                          | 623 kg                               |
| Beschleunigung, 0–100 km/h                                                                                         | 8,4 s                                | 7,8 s                                 | 6,5 s                         | 6,5 s                                               | 8,5 s                                 | 7,8 s                                 | 7,6 s                                 | 8,7 s                                 | 7,3 s                                 | 7,6 s                                                           | 5,8 s                                |
| Höchstgeschwindigkeit                                                                                              | 220 km/h                             | 228 km/h                              | 245 km/h                      | 240 km/h                                            | 206 km/h                              | 218 km/h                              | 220 km/h                              | 206 km/h                              | 225 km/h                              | 220 km/h                                                        | 242 km/h                             |
| Kraftstoffverbrauch auf 100 km (kombiniert)                                                                        | 10,9 l Super                         | 9,9 l Super                           |                               | 8,2 l Super                                         | 7,4 l Diesel                          | 7,4 l Diesel                          | 7,2 l Diesel                          | 6,6 l Diesel                          | 6,6 l Diesel                          | 6,9 l Diesel                                                    | 9,1 l Diesel                         |
| CO2-Emission, kombiniert                                                                                           |                                      | 236 g/km                              |                               | 193 g/km                                            | 195 g/km                              | 195 g/km                              | 189 g/km                              | 173 g/km                              | 174 g/km                              | 180 g/km                                                        | 239 g/km                             |
| Abgasnorm nach EU-Klassifikation                                                                                   | Euro 5                               | Euro 5                                | Euro 5                        | Euro 5                                              | Euro 5                                | Euro 5                                | Euro 5                                | Euro 6                                | Euro 6                                | Euro 6                                                          | Euro 5                               |
| (1) Werte in eckigen Klammern [ ] ist die Systemleistung Otto- und Elektromotor (34 kW (47 PS) / 300 Nm) zusammen. |                                      |                                       |                               |                                                     |                                       |                                       |                                       |                                       |                                       |                                                                 |                                      |

### Abgasskandal
Im Zuge des seit September 2015 andauernden Abgasskandals der Automobilindustrie gab der deutsche Bundesverkehrsminister Alexander Dobrindt bekannt, dass Fahrzeuge vom Typ VW Touareg 3.0 V6 TDI aus dem Produktionszeitraum 2014 bis 2017 über eine Abschalteinrichtung verfügen, die nicht in der Typgenehmigung angegeben wurde und die die Abgasnachbehandlung im Straßenbetrieb reduziert bzw. ganz abschaltet.
Im Dezember 2017 wurde bekannt, dass diese Fahrzeuge aufgrund von illegalen Abschalteinrichtungen in der Motorsoftware zurückgerufen werden müssen. Hiervon waren weltweit 57.600 Fahrzeuge betroffen, in Deutschland 25.800.

## Ausstattung
Zu den Ausstattungsmerkmalen gehören unter anderem ein CD-Soundsystem mit Touchscreen, Bordcomputer mit Info-Bildschirm, Tempomat, Multifunktions-Lederlenkrad, 17-Zoll-Leichtmetallräder und eine Zweizonen-Klimaanlage. Zudem gibt es neue und weiterentwickelte Assistenzsysteme wie beispielsweise den optionalen Lane Assist, ein Spurassistent, der den Fahrer warnt, wenn das Auto ohne Blinksignal die Spur verlässt. Andere Systeme sind die radargesteuerte ACC-Distanzregelung und das sogenannte Area View, das mithilfe von Kameras in Kühlergrill, Außenspiegel und Heckklappe das gesamte Fahrzeugumfeld auf dem Infobildschirm abbildet. Des Weiteren gibt es auf Wunsch eine elektrisch bedienbare Heckklappe, die gegen Aufpreis mit Easy Open per Fußkick öffnet, und ein Panorama-Schiebedach. Eine Luftfederung war für alle Motorisierungen als Extra bestellbar.

### Geländefähigkeiten
| Eigenschaft     | VW Touareg (1)                         | Geländewagen                                 |
| --------------- | -------------------------------------- | -------------------------------------------- |
| Steigfähigkeit  | bis zu 45 Grad entspricht bis zu 100 % | 30 %                                         |
| Böschungswinkel | 30 Grad                                | v/h 25 Grad / 20 Grad                        |
| Rampenwinkel    | bis zu 27 Grad                         | 20 Grad                                      |
| Bodenfreiheit   | bis zu 300 mm                          | 180 mm (unter Achsen) / 200 mm (unter Boden) |
| Wattiefe        | bis zu 580 mm                          |                                              |
| Querneigung     | 35 Grad                                |                                              |

### Innovation
Volkswagen hat im neuen Touareg den adaptiven Fernlichtassistenten weiterentwickelt  (Dynamic Light Assist, das sogenannte „blendfreie Fernlicht“ oder „vertikale Hell-Dunkel-Grenze“), das in der Lage ist, vorausfahrende oder entgegenkommende Fahrzeuge auszublenden, jedoch deren unmittelbare Umgebung gleichzeitig konstant mit Fernlicht zu beleuchten.

### Fond
Neben mehr Kopffreiheit ist die Kniefreiheit von 68 auf 104 Millimeter gewachsen. Die Rücksitzbank lässt sich in Längsrichtung um 160 Millimeter verschieben. Das Heckabteil hat ein Volumen von 580 bis 1642 Liter.